# José de Matos da Silveira
 José de Matos da Silveira  ilha de São Jorge, Açores, Portugal, 1853 foi um jornalista português. formado bacharel em leis. Foi notário na então Vila da Praia da Vitória, na ilha Terceira. Foi redactor do "Jorgense", editado na ilha de São Jorge.